# Ambrosius Beber
Ambrosius Beber (bl. 1610–1620) war ein deutscher Komponist und Musiker.  

## Leben
Geburts- sowie Sterbedatum Ambrosius Bebers sind nicht bekannt. Tätig war er im ersten Viertel des 17. Jahrhunderts in Naumburg (Saale). Erhalten ist lediglich eine Vertonung der Passionsgeschichte nach dem Evangelisten Markus, die Beber zuerst 1610 an den Stadtrat der Stadt Delitzsch übersandte, zehn Jahre später dann nach Dresden.

## Werke
- Historia des Leidens Christi nach dem Evangelisten St. Marco auf zween Chor componiert (um 1610)
- Historia Johannis des Täufers (verschollen; verzeichnet im Delitzscher Kantoreikatalog[3])